# ABC-CLIO
ABC-CLIO — американське наукове видавництво, що спеціалізується на виданні довідкової літератури.
Електронна база даних ABC-CLIO містить понад 1 млн журнальних статей, книг, матеріалів конференцій у галузі історії та політичних наук. У базі даних є майже всі історичні журнали світу. Створено та управляється Каліфорнійським університетом в Санта-Барбарі.